# نبرد تور
نبرد تور یا نبرد بلاط الشهدا، (به فرانسوی: Bataille de Tours) که نبرد پواتیه (به فرانسوی: Bataille de poitiers) نیز خوانده می‌شود، نبردی مهم در ناحیه میان شهرهای پواتیه و تور در شمال فرانسه در ۲۰ کیلومتری شمال شرقی پواتیه بود. در این نبرد که بخشی از تهاجم امویان به گل بود، از یک سو نیروهای امپراتوری فرانک و دوک‌نشین آکیتن به رهبری شارل مارتل و در سوی دیگر قوای خلافت اموی به فرماندهی عبدالرحمن الغافقی، فرمانده نظامی اندلس قرار داشتند. فرانک‌ها در این جنگ پیروز شده و الغافقی کشته شد.

## پیش زمینه

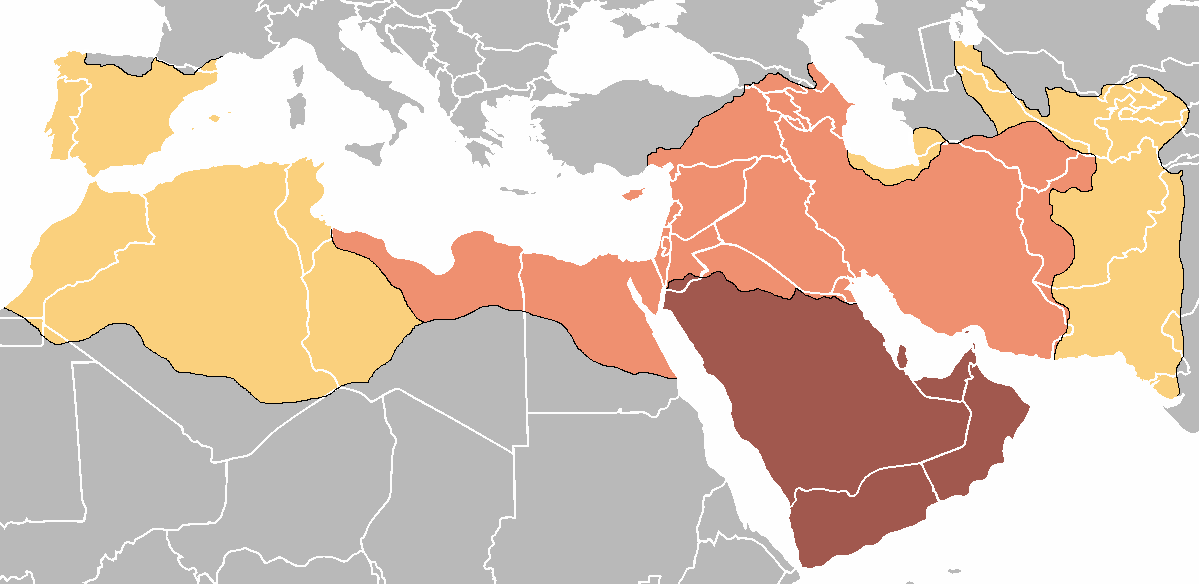
نقشه زمان خلفا

نبرد تور، واقعه‌ای بود که در سال ۷۳۲ میلادی در اروپا اتفاق افتاد و بیشترین تأثیر را در تاریخ اسلام و مسیحیت نهاد. اسلام قدرتی بود که تازه در جهان آن روز ظهور کرده بود. بعد از فتح ایران و بخش بزرگی از روم توسط امپراتوری جدید اسلامی، دسته‌ای از مسلمانان با کمک بربرها (که تازه به اسلام گرویده بودند) از شمال آفریقا عزم فتح اروپا را نمودند.
پیروزی این دسته کوچک از سربازان مسلمان به حدی سریع و شگفت‌آور بود که اروپا را در بهت فرو برد و اگر در نبرد تور مسلمانان بر امپراتوری فرانسه فائق می‌آمدند، فتح سراسر اروپا امری ممکن و نه چندان مشکل بود.
این حادثه بزرگ جنگ تور یا پواتو نام دارد که میان سربازان اسلام و فرانک‌ها در دشت‌های فرانسه و کرانه‌های رودخانه لوار(loire) در اکتبر سال ۷۳۲ میلادی رخ داد.
پیشروی مسلمانان در فرانسه در حقیقت دنباله فتوحات آن‌ها در اسپانیا محسوب می‌شود؛ زیرا با هجوم مسلمانان در سال ۷۱۱م به اسپانیا، حکومت ویزیگوت‌ها در این کشور ساقط شد و دو سردار بزرگ اسلام به نام‌های طارق بن زیاد و موسی بن نصیر سراسر اسپانیا را فتح کرده و این کشور را به یکی از استان‌های امپراتوری اسلامی تبدیل نمودند.
هنوز بیست سال از فتح اسپانیا نگذشته بود که مسلمانان توانستند ایالات جنوبی فرانسه را تصرف کنند و بر دشت‌های اطراف رود رن دست یابند و در قلب فرانسه تا نقاط دوردستی پیش بروند، تا آنجا که خطر پیشروی مسلمانان در اروپا نه تنها فرانسویان، بلکه کل اروپا را دچار ترس و وحشت کرد.
اولین برخورد مسلمانان با فرانسوی‌ها به جنگ تولوز بازمی‌گردد. این جنگ در سال ۱۰۲ هجری رخ داد که در آن سربازان سمح بن مالک الخولانی با فرانک‌ها درگیر شدند، و در این جنگ سمح بن مالک کشته شد و با کشته شدن تعداد زیادی از فرماندهان سپاه اسلام، مسلمانان مجبور به عقب‌نشینی شدند.
بعد از جنگ تولوز، مسلمانان فرصت واکنش سریع را به این شکست نیافتند، زیرا تا مدت ده سال اسپانیای اسلامی سرگرم جنگ‌های داخلی میان قبایل مختلف عرب و بربر بود. تا اینکه در سال ۱۱۳ هجری عبدالرحمن بن الغافقی به فرمانروایی کل اسپانیا منصوب شد.
عبدالرحمن بن عبدالله الغافقی، یکی از شاگردان اصحاب محمد یعنی تابعین محسوب می‌شد و قدرت فرماندهی خود را در جنگ‌های گالیسیا به نمایش گذاشته بود. عبدالرحمن امور اسپانیا را سامان بخشید، به جمع‌آوری نیرو و تجهیز سپاه پرداخت تا انتقام شکست مسلمانان را در جنگ تولوز بگیرد.
هنگامی که عبدالرحمن، تهاجم خود را به فرانسه آغاز کرد، پیشروی او در جنوب این کشور بسیار سریع و خیره‌کننده بود. سربازان مسلمان به بورگوندی تاختند و لیون و بزانسون را اشغال کردند و جلوداران آن‌ها به سانی که تنها صد میل تا پاریس فاصله داشت رسیدند.
عبدالرحمن الغافقی سپس از ناحیه غرب روی به کرانه‌های رود لوار نهاد تا فتح آن منطقه را تکمیل کند و از آنجا به سمت پایتخت فرانسه حرکت کند. پیشروی سربازان عبدالرحمن الغافقی در جبهه‌های مختلف با موفقیت‌های زیادی صورت انجام می‌گرفت، از این رو نیمی از جنوب فرانسه از شرق تا غرب در مدت چند ماه تصرف شد.
نبردی که مسلمانان در اسپانیا و فرانسه آغاز کرده بودند، برای اسلام و مسیحیت هر دو حیاتی بود. مسلمانان بعد از این که دامنه فتوحات خود را در شرق به رودخانه سند در هند رساندند، مهم‌ترین هدف خود را فتح قسطنطنیه مرکز روم شرقی قرار دادند. برای فتح قسطنطنیه دو بار سپاه عظیمی از مسلمانان گسیل داده شد و برای ماه‌ها این شهر به محاصره درآمد. اما استحکام قسطنطنیه به گونه‌ای بود که این محاصره‌ها نتیجه بخش واقع نشد و سپاهیان و ناوگان مسلمانان ناگزیر شدند از پشت دروازه‌های شهر قسطنطنیه عقب‌نشینی کنند تا روم شرقی همچون سد پولادینی به حیات خود ادامه دهد.
شکست مسلمانان در جبهه شرق با مسیحیت، این انگیزه را در آن‌ها ایجاد کرد که از راه‌های دیگر، به دنبال فتح قسطنطنیه باشند. این بار اسپانیا به مجرای حرکت مسلمانان تبدیل شد. آن‌ها بعد از فتح کامل این کشور می‌توانستند از راه خشکی و پس از فتح غرب اروپا خود را به شرقی‌ترین نقطه این قاره یعنی روم شرقی برسانند و به آرزوی دیرینه خود جامه عمل بپوشانند؛ زیرا به همان اندازه که رومی‌ها در جنگ‌های دریایی مهارت داشتند، مسلمانان در جنگ‌های زمینی از مهارت برخوردار بودند.
فتوحات مسلمانان در اروپا برای مسیحیت نیز مهم و حیاتی بود. کشور فرانسه در آن روز بزرگ‌ترین و نیرومندترین کشور اروپایی محسوب می‌شد که در شمال و غرب اروپا قدرتی همانند آن وجود نداشت. از این رو فرانسه در غرب اروپا به حمایت از مسیحیت برخاسته بود، همین‌طور که روم شرقی در شرق اروپا از کیان مسیحیت دفاع می‌کرد.
پیشروی مسلمانان در اسپانیا و جنوب فرانسه زنگ خطر را برای اروپا به صدا درآورد. حملات قبایل بت‌پرست ژرمن از شمال و مسلمانان از جنوب موجودیت قدرت مسیحیت را در غرب اروپا به خطر انداخته بود. فتوحات مسلمانان نیز آنقدر سریع و خیره‌کننده بود که صدای یک جنگ بزرگ و ناخواسته در فرانسه به گوش می‌رسید و به نظر می‌آمد فرانسه و مسیحیت باید خود را برای نبردی سرنوشت ساز علیه مسلمانان آماده کنند.
عبدالرحمن الغافقی با سپاهی حدود هشتاد هزار نفر در سال ۱۱۴ هجری وارد جنوب فرانسه شد و در دره «رن» اردو زد و سپس شهر اکونین را اشغال کرد و نیروهای دوک اودوی بزرگ در جنوب فرانسه را متلاشی ساخت. دوک بعد از شکست از عبدالرحمن از «شارل مارتل» پادشاه فرانسه درخواست کمک کرد. شارل مارتل که به اهمیت این جنگ واقف بود به تلاش وسیعی برای جمع‌آوری نیرو علیه مسلمانان دست زد. این سپاه از فرانسویان، قبایل مختلف ژرمنی و دسته‌های مزدور که کلیه جنگجویان شمال اروپا در میان آن‌ها موج می‌زدند در آن سوی رود راین تشکیل شده بود. این جنگجویان نیمه عریان بودند و بدن‌های خود را با پوست گرگ پوشانده و موهای سر خود را بافته و بر شانه‌های خود انداخته بودند.

## شرح نبرد

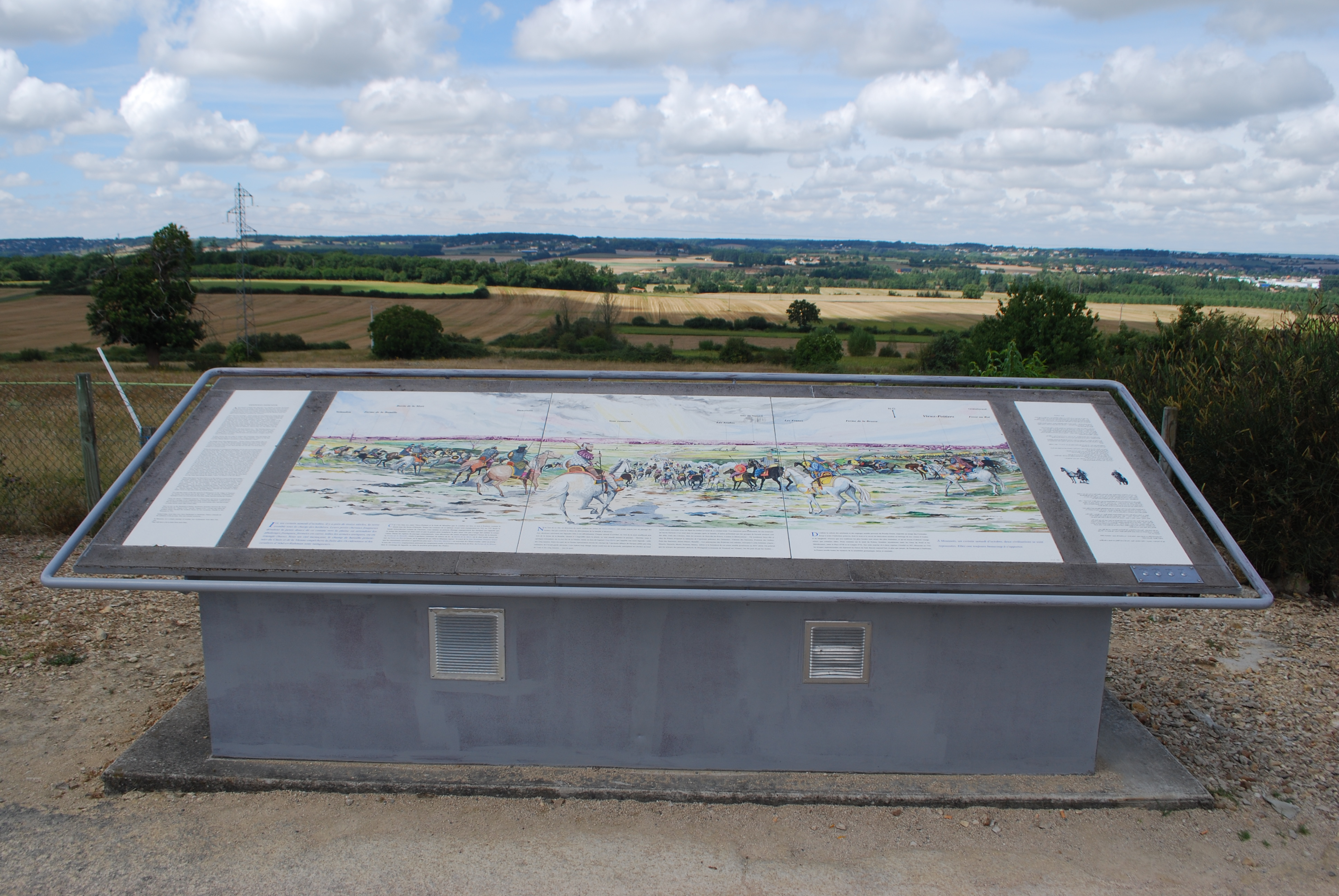
محل احتمالی وقوع جنگ

محل تلاقی دو سپاه نیرومند دشتی میان شهرهای پواتیه و تور در اطراف رودخانه کلن و دو شاخه رودخانه لوار نزدیک شهر تور بود.
در منابع اسلامی از این جنگ بزرگ سخن چندانی به میان نیامده است. تفصیل روایات اسلامی را در این خصوص مورخ اسپانیایی به نام ابویوسف کندی بازگو کرده‌است. بالعکس مورخان فرانسوی و کلیسایی به تفصیل در این باره سخن رانده‌اند و این جنگ را مهم و پراهمیت جلوه داده‌اند.
هنگامی که مسلمانان در پیشروی خود به دشت واقع میان پواتیه و تور رسیدند و بر شهر پواتیه واقع در ساحل چپ رودخانه لوار حمله بردند و آن را تصرف کردند، سپاهیان فرانسه بدون اینکه مسلمانان آگاهی یابند به رود لوار رسیدند. در این میان جلوداران سپاهیان اسلام از تعداد نفرات و میزان تجهیزات آن‌ها غافل ماندند.
هنگامی که عبدالرحمن الغافقی رودخانه لوار را برای جنگ با دشمن در ناحیه چپ آن تصرف کرد، ناگهان «شارل مارتل» با سپاهیان انبوه خود به نزدیکی آن‌ها رسید. تازه در آنجا بود که عبدالرحمن الغافقی متوجه کثرت نیروهای دشمن شد و فهمید که سپاه شارل بر او فزونی دارد و او قادر به حمله مستقیم بر آن‌ها نیست. از این رو عبدالرحمن از کنار رود لوار به میان دشت واقع در بین تور و پواتیه عقب‌نشینی کرد و شارل مارتل نیز به طرف غرب تور بازگشت و در چند مایلی سمت چپ لشکرگاه مسلمانان اردو زد.
شرایط جنگ و گذشت زمان به نفع مسلمانان نبود. سربازان مسلمان در تشویش و ناراحتی به سر می‌بردند. آتش اختلاف میان قبایل مختلف بربر که بیشتر سربازان را تشکیل می‌دادند شعله‌ور بود. آن‌ها قصد داشتند با انبوه غنایمی که از جنگ‌های قبلی به چنگ آورده بودند مراجعت کنند، زیرا مسلمانان در جریان فتح شهرهای جنوب فرانسه ثروت و غنایم زیادی به دست آورده بودند و این اموال فراوان را همراه با اسیران زیادی با خود حمل می‌کردند. همین اموال قیمتی سنگین صفوف آن‌ها را متزلزل ساخته بود و نفاق و اختلاف را در میان آنان پدیدآورده بود.
سربازان عبدالرحمن الغافقی در شرایط حساسی قرار گرفته بودند، اما آن‌ها هرگز قادر به درک این شرایط حساس و جنگ سرنوشت سازی که پیش رو داشتند، نبودند. تشویش و نگرانی و طمع برای حفظ غنایم در روحیه سربازان موج می‌زد و بسیاری از آن‌ها به غنایم به دست آمده قانع بودند و از بازگشت به اسپانیا سخن می‌گفتند.
عبدالرحمن الغافقی متوجه خطری که این غنایم در نظم سربازان و آمادگی جنگی آن‌ها به وجود آورده، شده بود و از عاقبت سوءطمع و آزمندی سربازانش نسبت به غنایم بیمناک بود، ولی از ترس اینکه مبادا در آن لحظات حساس از دستورهای او سرپیچی شود، سختگیری نمی‌کرد.
جنگ‌های پی در پی و قرار دادن سربازان در شهرهای تازه فتح شده سپاه اسلام را خسته کرده و با تقلیل نیرو مواجه ساخته بود. با این حال عبدالرحمن الغافقی با اطمینان تمام خود را آماده این نبرد بزرگ می‌ساخت. بالاخره شیپور جنگ نواخته شد و در اواخر شعبان ۱۱۴ هجری (۷۳۲م) جنگ آغاز شد. جنگ مدت هشت روز ادامه داشت و پیکاری خونین آغاز شد. در روز نهم جنگ وارد مرحله جدی‌تری شد. صلابت و مدیریت جنگی عبدالرحمن الغافقی، سربازان فرانسوی را با شکست‌های پیاپی مواجه ساخته بود، تا آنجا که آثار شکست در صفوف قوای فرانسه نمودار شد و طلیعه پیروزی سربازان مسلمان آشکار گشت.
در لحظه‌هایی که جنگ به اوج حساسیت خود رسیده بود، دسته‌ای از سربازان فرانسوی راه خود را به سوی انبار غنایم مسلمانان گشودند و در این لحظه گوینده ناشناسی فریاد زد: «مسلمانان! چیزی نمانده که غنایم شما به دست دشمنان بیفتد!»
متعاقب آن نیروی زیادی از مسلمانان میدان جنگ را رها کرده و به منظور حفظ غنایم به سوی انبار غنایم هجوم آوردند. دقایقی بعد موازنه جنگ کاملاً برهم خورد و جریان نبرد به نفع فرانسویان شد و سربازان مسلمان در هر نقطه از میدان جنگ قلیل و ناتوان شدند.
عبدالرحمن الغافقی بیهوده می‌کوشید تا نظم سپاه خود را حفظ کند و از پراکندگی بیشتر نفرات جلوگیری کند و جنگ را در حساس‌ترین لحظات ادامه دهد. اما درست در هنگامی که این فرمانده اسلامی، جلو می‌آمد تا نفرات را گرد آورد، تیری از سوی دشمن به طرف او رها شد. تیر به گردن عبدالرحمن اصابت کرد و او از اسب خود پایین افتاد و همان‌جا جان سپرد.
با مرگ عبدالرحمن الغافقی، آثار پراکندگی و پریشانی در جنگجویان مسلمان نمایان شد. به همان نسبت فرانسویان جسورتر شدند و بر آن قوای متزلزل و پراکنده حمله آوردند و کشتار سختی به راه انداختند.
اندک اندک شب فرا رسید و تاریکی میان دو سپاه فاصله انداخت و سربازان میدان جنگ را رها کردند و هر کدام به جایگاه خود بازگشتند. این واقعه در اوایل رمضان سال ۱۱۴ هجری رخ داد.
آن شب در اردوگاه مسلمانان آتش اختلاف شعله‌ور بود. عده‌ای معتقد به حمله و ادامه جنگ بودند تا از فرانسویان انتقام بگیرند و عده‌ای دیگر به بازگشت سریع معتقد بودند. اختلاف‌ها آنقدر بالا گرفت که فرماندهان مسلمان بر روی هم شمشیر کشیدند. بالاخره تصمیم به بازگشت گرفته شد. فرماندهان لشکر اسلامی را حرکت دادند و آن را به طرف سینسمانیه عقب کشیدند در حالی که بیشتر اموال و غنایم خود را در همان‌جا رها کردند.
با طلوع خورشید «شارل مارتل» و هم پیمان او دوک از سکوت لشکرگاه مسلمانان دچار شگفتی شدند. همین که با احتیاط و ترس جلو آمدند دیدند لشکرگاه خالی از سربازان است و جز عده‌ای مجروح که نتوانسته بودند با لشکر حرکت کنند، کسی باقی نمانده‌است. سربازان فرانسوی همه زخمی‌های مسلمان را از دم تیغ گذراندند و بر کسی ترحم نکردند.
شارل مارتل از بیم اینکه مبادا مسلمانان نیرنگی زده و پنهانی درصدد حمله ناگهانی و مجدد باشند، درنگ را جایز ندانسته و با سپاهیان خود به طرف شمال بازگشت.
این تصویری بود از نبرد تور و میدانی که اسلام در آن کشته زیادی داد، اما با پیروزی فرانسویان خاتمه یافت تا مسیر فتوحات مسلمانان در اروپا متوقف شود و این قاره مسیحی از خطر سقوط کامل توسط مسلمانان نجات یابد.
مورخان مسیحی از زوایای مختلف به پیکار تور پرداخته‌اند و همه آن‌ها پیروزی فرانسویان را در این جنگ موهبتی برای حفظ تمدن مسیحی اروپا قلمداد کرده‌اند. چنان‌که ادوارد کریزی می‌نویسد: پیروزی بزرگی که شارل مارتل در سال ۷۳۲ میلادی بر مسلمانان به دست آورد، حدود فتوحات مسلمانان را در مغرب اروپا متوقف ساخت و مسیحیت را از چنگال اسلام به درآورد و بقایای تمدن قدیم و تمدن جدید را حفظ کرد و برتری قدیمی نژاد هند و اروپایی را بر ملل سامی از میان برد.
جنگ تور در فرانسه نقطه پایان پیشروی و فتوحات مسلمانان در اروپا بود، زیرا این جنگ‌ها با انحطاط خلافت اموی و ظهور خلافت عباسی همراه بود و بدین ترتیب اسپانیای اسلامی که قبلاً جزئی پیوسته از جهان اسلام محسوب می‌شد، به عنوان تنها پایگاه امویان و به تکه‌ای جدا از جهان اسلام تبدیل شد. اسپانیای اسلامی برای سال‌ها شاهد جنگ و کشمکش میان مسلمانان و مسیحیان بود که هر یک مدعی خلافت و حکومت بر کل یا بخشی از اسپانیا بودند. همین شرایط سبب ضعف و انحلال قدرت اسلام در اروپا شد تا آنجا که شعله‌های آرزوی پیشروی مسلمانان در غرب اروپا به خاموشی گرایید و حفظ اسلام در اسپانیا به مهم‌ترین دغدغه مسلمانان این سرزمین تبدیل شد.